# Orogenesi di Grenville

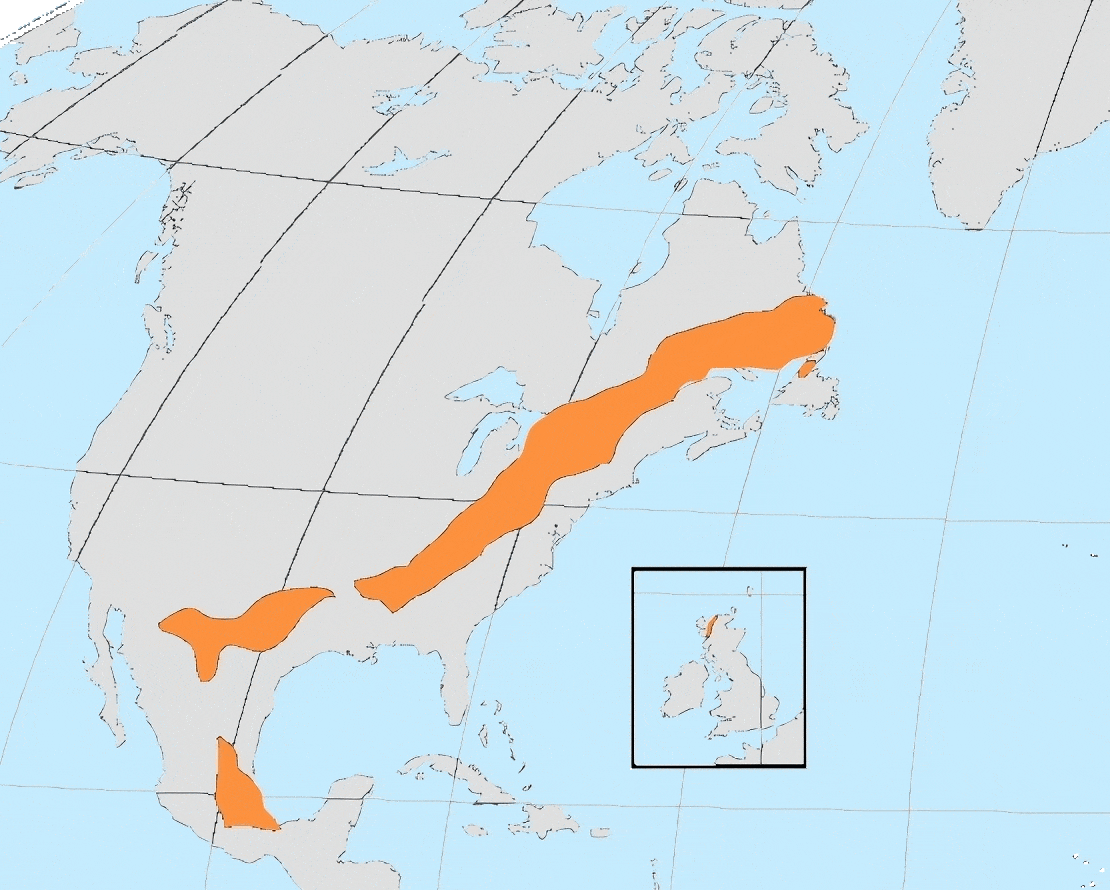
Estensione dell'orogenesi di Grenville (zona arancione) secondo Tollo et al. (2004) e Darabi (2004).

In geologia, l'orogenesi di Grenville definisce la costituzione di determinate catene montuose avvenuta nel Mesoproterozoico, legate alla formazione del supercontinente Rodinia. La struttura dell'orogenesi forma una cintura molto ampia che si estende su una parte significativa del continente nordamericano, dal Labrador al Messico e in parte nel nord della Scozia.
La porzione di crosta dell'orogenesi di Grenville dell'era medio-tardo mesoproterozoica (circa 1250-980 Ma) si può trovare in tutto il mondo, ma in generale, solo i processi orogenetici che si sono verificati ai margini meridionali e orientali del Laurentia sono riconosciuti sotto il nome di "Grenville".
Questi eventi di orogenesi sono noti anche come orogenesi di Kibaran in Africa e orogenesi di Dalslandian in Europa occidentale.